# Cyrtodactylus baluensis
Cyrtodactylus baluensis är en ödleart som beskrevs av  François Mocquard 1890. Cyrtodactylus baluensis ingår i släktet Cyrtodactylus och familjen geckoödlor. Inga underarter finns listade i Catalogue of Life.